# Mistero napoletano
Mistero napoletano è un romanzo di Ermanno Rea, edito da Einaudi nel 1995 e poi ristampato da Feltrinelli nel 2014.
Nel 1996 il romanzo vince il Premio Napoli e il Premio Viareggio.

## Trama
Il romanzo ha la struttura di un diario dei giorni (18 ottobre 1993-29 gennaio 1994) in cui l'autore torna a Napoli per investigare sul mistero del suicidio, nel 1961, della sua amica, Francesca, redattrice culturale dell'Unità. L'indagine parte dal diario di Francesca, consegnato all'autore dalla figlia Viola. Il racconto procede per cerchi concentrici di scoperte e ricordi dell'autore e dei testimoni dell'epoca, ripercorrendo il periodo di profonde trasformazioni e contrasti per Napoli e l'Italia dei primi anni cinquanta.

## Edizioni
- Ermanno Rea, Mistero napoletano, Gli Struzzi, Giulio Einaudi Editore, 1995,  p. 387, ISBN 88-06-13393-4.
- Ermanno Rea, Mistero napoletano: vita e passione di una comunista negli anni della guerra fredda, universale economica Feltrinelli, Feltrinelli, 2014,  p. 400, ISBN 978-88-07-88425-2.
- (EN) Ermanno Rea, A mystery in Naples, traduzione di Thomas Simpson, Picas series, Toronto, Guernica, 2003,  p. 497, ISBN 1-55071-202-0.